# Brushfire Records
Brushfire Records är en Mango Tree, Hawaii baserat skivbolag som ägs av singer-songwriter Jack Johnson. Skivbolaget, tidigare känt som The Moonshine Conspiracy Records, var ursprungligen tänkt att endast släppa ljudspår för Woodshed Films, en surfing filmproduktion ägd av Jack Johnson, Emmett Malloy, och Chris Malloy för Thicker than Water. Det var efter detta som de tre tillsammans med Jack Johnson fru, Kim Johnson, beslutat att släppa album tillsammans med ljudspår. Skivbolaget har bland annat givit ut soundtracket till Curious George filmen samt Sing-A-Longs och Lullabies för Film Curious George och Jack Johnson's In Between Dreams.

## Artister

### Aktuella artister
- Animal Liberation Orchestra  (2006-)
- G. Love & Special Sauce  (2006-)
- Jack Johnson  (2002-)
- Mason Jennings  (2008-)
- Matt Costa  (2006-)
- Money Mark  (2007-)
- Neil Halstead  (2008-)
- Rogue Wave  (2007-)
- Zach Gill  (2006-)
- Zee Avi  (2008-)

### Tidigare artister
- Donavon Frankenreiter  (2002-2006)

## Filmer och soundtracks
- Thicker than Water (2000)
- September Sessions (2002)
- Sprout (2005)
- A Brokedown Melody (2006)
- Sing-A-Longs and Lullabies for the Film Curious George (2006)
- This Warm December: A Brushfire Holiday, Vol. 1 (2008) [1][2]